# Adair Turner, Baron Turner of Ecchinswell

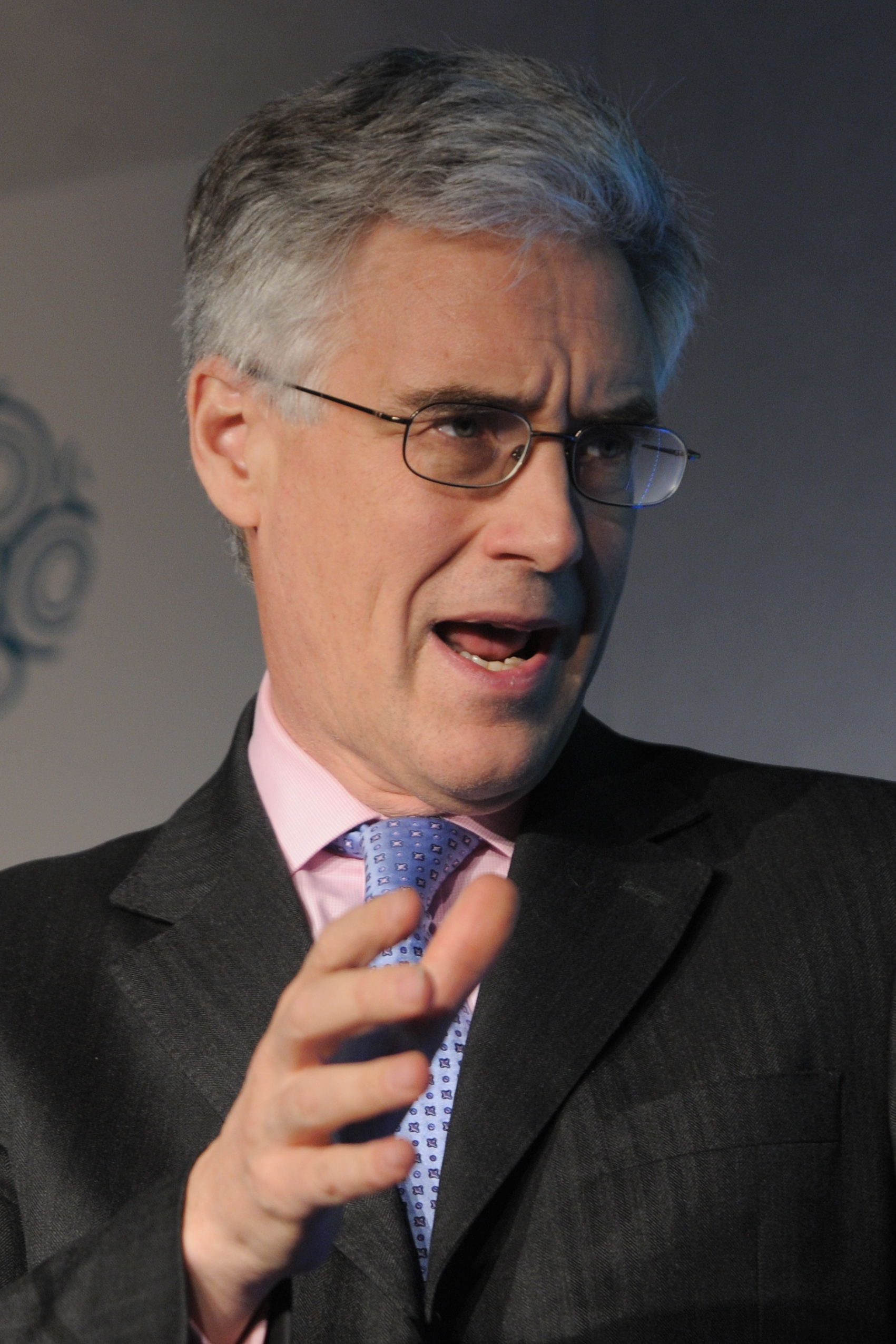
Adair Turner, Baron Turner of Ecchinswell (2008)

Jonathan Adair Turner, Baron Turner of Ecchinswell (* 5. Oktober 1955 in Ipswich) ist ein britischer Wirtschaftsmanager und Hochschullehrer, der seit 2005 als Life Peer Mitglied des House of Lords ist. Daneben fungiert Lord Turner als Vorsitzender des Committee on Climate Change. Bis zum 31. März 2013 war er Vorsitzender der britischen Finanzmarktaufsichtsbehörde Financial Services Authority.

## Leben

### Studium und berufliche Laufbahn
Nach dem Schulbesuch begann Turner 1974 ein Studium der Fächer Geschichte und Wirtschaftswissenschaften am Gonville and Caius College der University of Cambridge, das er 1978 abschloss. Im Anschluss war er als Teilzeit-Tutor und Lektor für Wirtschaftswissenschaften am Gonville and Caius College tätig und war später auch Vorsitzender des Instituts für Überseeentwicklung (Overseas Development Institute). Neben seiner Lehrtätigkeit war er auch in der Privatwirtschaft tätig und arbeitete zunächst bei BP sowie danach von 1979 bis 1982 bei der Chase Manhattan Bank.
1982 wechselte er in die Privatwirtschaft und war zunächst bis 1995 für die Unternehmensberatungsgesellschaft McKinsey & Company tätig, für die er zuletzt zwischen 1992 und 1995 deren Filialen in Osteuropa und Russland aufbaute. Nach seinem Ausscheiden bei McKinsey & Company wurde er 1995 Generalsekretär des britischen Unternehmensverbandes Confederation of British Industry (CBI) und bekleidete diese Funktion bis 1999. Danach war er zwischen 2000 und 2006 stellvertretender Vorstandsvorsitzender von Merrill Lynch Europe und dort zugleich leitender Berater.
Neben dieser Tätigkeit war er von 2002 bis 2006 Vorsitzender der Kommission für Niedriglöhne (Low Pay Commission) sowie zugleich zwischen 2003 und 2006 Vorsitzender der Pensions Commission, einer unabhängigen Regierungsinstitution, die den Minister für Arbeit und Pensionen in Fragen der Altersvorsorge und langfristigen Sparanlagen berät.
Das im Nachgang zur Finanzkrise von 2008 gegründete Institute for New Economic Thinking wird von Turner präsidiert. Dieser Think-Tank schlägt neue wirtschaftliche Ansätze vor.

### Oberhausmitglied und Vorsitzender der Finanzmarktaufsicht

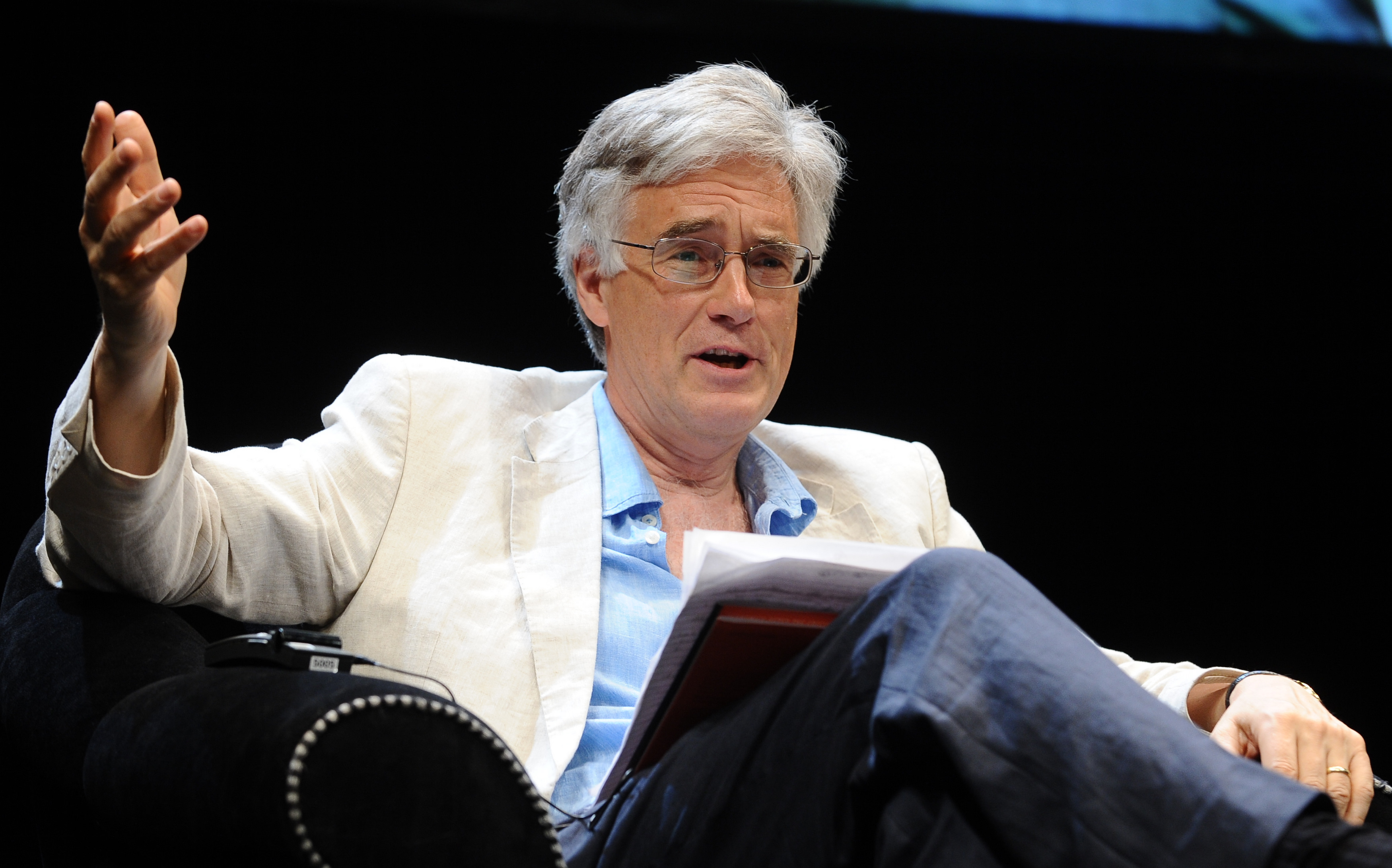
Adair Turner beim Festival Economia in Trient, 2012

Aufgrund seiner langjährigen Verdienste wurde er durch ein Letters Patent vom 7. September 2005 als Life Peer mit dem Titel Baron Turner of Ecchinswell, of Ecchinswell in the County of Hampshire, in den Adelsstand erhoben. Am 12. Oktober 2005 erfolgte seine Einführung (Introduction) als Mitglied des House of Lords. Im Oberhaus gehört er zur Gruppe der parteilosen Peers, den sogenannten Crossbencher.
Nach seinem Ausscheiden bei Merrill Lynch Europe wurde Lord Turner 2006 Direktor der Standard Chartered Bank und war dort bis September 2008 tätig. Während dieser Zeit wurde er im Januar 2008 auch Vorsitzender des Climate Change Committee und wirkte daneben als Gastprofessor an der London School of Economics and Political Science (LSE) sowie an der Cass Business School der City University London. Darüber hinaus engagierte er sich als Trustee der britischen Landesverbände von Save the Children sowie des WWF.
Im September 2008 erfolgte schließlich seine Berufung zum Vorsitzenden der britischen Finanzmarktaufsichtsbehörde Financial Services Authority (FSA). 2016 wurde Ecchinswell zum Mitglied der Royal Society gewählt.

## Veröffentlichungen
- Just Capital – The Liberal Economy, Macmillan Publishers, 2001
- Between Debt and the Devil: Money, Credit, and Fixing Global Finance, Princeton University Press, 2015, ISBN 978-0-691-16964-4.[3]